# Marion Bartoli
Marion Bartoli (Le Puy-en-Velay, Francia; 2 de octubre de 1984) es una exjugadora de tenis profesional francesa. A lo largo de su carrera ha ganado once títulos WTA: ocho en individuales y tres en dobles. En enero de 2012 llegó a ubicarse como séptima mejor tenista del mundo en el ranking WTA.
Bartoli ha derrotado a tres número uno del mundo al momento en que estas jugadoras estaban en esa posición. Venció a Justine Henin en la semifinal del Wimbledon 2007, 1–6, 7–5, 6–1, derrotó a Jelena Janković en la cuarta ronda del Abierto de Australia 2009, 6–1, 6–4 e hizo lo propio con la bielorrusa Victoria Azarenka en los cuartos de final del Premier Mandatory de Miami 2012 por un marcador de 6–3, 6–3. También tiene victorias sobre grandes jugadoras como Venus Williams, Serena Williams, Ana Ivanović, Lindsay Davenport, Arantxa Sánchez Vicario, Dinara Safina, Caroline Wozniacki, Petra Kvitova y Kim Clijsters.
En 2013 se alza con su primer y único título de Grand Slam: en la final de Wimbledon, se corona al vencer a la alemana Sabine Lisicki por 6-1, 6-4. De esa manera, gana el campeonato sin perder un solo set. Se convierte a su vez en la tercera francesa en ganar un Grand Slam en la Era Abierta, tras Mary Pierce y Amélie Mauresmo. Cinco semanas después, tras ser derrotada en la segunda ronda de Cincinnati por Simona Halep, anunciaría su retiro inmediato del tenis en el 2016.

## Infancia y vida personal
Nacida en Le Puy-en-Velay, Haute-Loire, tiene raíces corsas y su familia es originaria de Palneca, Córcega del Sur. Empezó a jugar al tenis a los seis años. Bartoli entrenó en un pequeño complejo durante su juventud. Su padre, Walter, dejó su carrera como médico cuando Marion ganó el Abierto de Estados Unidos 2001 en la categoría júnior derrotando en la final a la rusa Svetlana Kuznetsova, 4–6, 6–3, 6–4.
Es una amante de los animales, tiene una gata llamada Calinette. Bartoli tiene un hermano que está en la milicia francesa. Su modelo a seguir fuera de la cancha es Mohandas Karamchand Gandhi. También es admiradora de Roger Federer. Su madre Sophie, es enfermera y pocas veces es vista en las tribunas, debido a que se pone muy nerviosa cuando ve a su hija jugar. Marion le informó a la prensa que tiene un IQ de 175, que fue el resultado que dio un examen que tomó en su infancia.

## Estilo de juego
Bartoli destaca por su estilo de juego intenso y poco ortodoxo. Usa las dos manos tanto para la derecha como el revés, siendo considerada una golpeadora agresiva. Desarrolló su estilo a dos manos por consejo de su padre, quien fue su entrenador. Él observó la final del Roland Garros en 1992 en donde Monica Seles derrotó a Steffi Graf, e inmediatamente se sintió inspirado a enseñarle esas técnicas a su hija.
Bartoli tenía problemas con su golpe de derecha, entonces cuando hizo ese cambio, el de jugar a dos manos, decidió mantenerlo.  Con sus golpes crea ángulos para abrir de la cancha a su oponente y siempre golpea la pelota en el momento exacto que ésta comienza a ascender luego del pique. Su devolución es considerada su mayor arma y siempre se mantiene en la línea de base para recibir, aunque sea en los primeros servicios de su rival.
Su estilo de juego puede ser comparado claramente al de Seles, quien tuvo gran influencia en la niñez de Marion, pero a diferencia de Seles, Bartoli es diestra.
En el pasado tuvo problemas de movilidad en la cancha, por lo cual era vulnerable ante jugadoras que se desplazaban con facilidad. Entonces Bartoli mejoró su rutina de ejercicios, con lo cual mejoró claramente este aspecto de su juego.
Bartoli también es conocida por su servicio inusual, en el cual usa su muñeca para agregar velocidad. Ha cambiado la mecánica de su servicio a lo largo de los años. Además, Bartoli tiene comportamientos muy particulares en la cancha y nunca se detiene y salta entre los puntos. Ella mueve sus piernas incluso durante el servicio de su oponente.
Luego que rompiera profesionalmente con su padre, Bartoli tuvo como entrenadora a su compatriota, la exjugadora Amélie Mauresmo.

## Equipamiento
Bartoli actualmente utiliza la raqueta Prince EXO 3 Black. Previamente usaba la Prince o3 Red. Todas sus raquetas son modificadas en Nueva York para hacerlas 1.5 pulgadas más largas que el estándar debido a su estilo de juego. Por muchos años no tuvo un patrocinador en cuanto a su vestimenta pero ha usado Nike. En octubre de 2011, firmó un contrato de tres años con la marca italiana Lotto. Antes de ingresar al Top 100, Bartoli usó una raqueta Babolat estándar y vistió la marca Le Coq Sportif.

## Torneos de Grand Slam

### Individuales

#### Títulos (1)
| Año  | Campeonato | Oponente en la final | Resultado |
| 2013 | Wimbledon  | Sabine Lisicki       | 6-1, 6-4  |

#### Finalista (1)
| Año  | Campeonato | Oponente en la final | Resultado |
| 2007 | Wimbledon  | Venus Williams       | 4-6, 1-6  |

## Títulos WTA (11; 8+3)

### Individual (8)
| Leyenda: Antes de 2009          | Leyenda: A partir de 2009 |
| ------------------------------- | ------------------------- |
| Grand Slam (1)                  |                           |
| Juegos Olímpicos (0)            |                           |
| WTA Tour Championships (0)      |                           |
| WTA Tournament of Champions (0) |                           |
| Tier I (0)                      | Premier Mandatory (0)     |
| Tier II (0)                     | Premier 5 (0)             |
| Tier III (2)                    | Premier (2)               |
| Tier IV & V (1)                 | International (2)         |

| Títulos por superficie |
| Dura (6-8)             |
| Hierba (2-1)           |
| Tierra batida (0-2)    |

| No. | Fecha                  | Torneo     | Superficie | Oponente en la final | Resultado     |
| 1.  | 7 de enero de 2006     | Auckland   | Dura       | Vera Zvonareva       | 6-2, 6-2      |
| 2.  | 8 de octubre de 2006   | Tokio      | Dura       | Aiko Nakamura        | 2-6, 6-2, 6-2 |
| 3.  | 5 de noviembre de 2006 | Quebec     | Dura (i)   | Olga Puchkova        | 6-0, 6-0      |
| 4.  | 8 de marzo de 2009     | Monterrey  | Dura       | Na Li                | 6-4, 6-3      |
| 5.  | 2 de agosto de 2009    | Stanford   | Dura       | Venus Williams       | 6-2, 5-7, 6-4 |
| 6.  | 18 de junio de 2011    | Eastbourne | Hierba     | Petra Kvitová        | 6-1, 4-6, 7-5 |
| 7.  | 16 de octubre de 2011  | Osaka      | Dura       | Samantha Stosur      | 6-3, 6-1      |
| 8.  | 6 de julio de 2013     | Wimbledon  | Hierba     | Sabine Lisicki       | 6-1, 6-4      |

#### Finales (11)
| No. | Fecha                    | Torneo                  | Superficie    | Oponente en la final | Resultado        |
| 1.  | 11 de septiembre de 2006 | Bali                    | Dura          | Svetlana Kuznetsova  | 5-7, 2-6         |
| 2.  | 7 de mayo de 2007        | Praga                   | Dura          | Akiko Morigami       | 1-6, 3-6         |
| 3.  | 7 de julio de 2007       | Wimbledon               | Hierba        | Venus Williams       | 4-6, 1-6         |
| 4.  | 20 de julio de 2008      | Stanford                | Dura          | Aleksandra Wozniak   | 5-7, 3-6         |
| 5.  | 10 de enero de 2009      | Brisbane                | Dura          | Victoria Azarenka    | 3-6, 1-6         |
| 6.  | 8 de noviembre de 2009   | Tournament of Champions | Dura (i)      | Aravane Rezai        | 5-7, ret.        |
| 7.  | 20 de marzo de 2011      | Indian Wells            | Dura          | Caroline Wozniacki   | 1-6, 6-2, 3-6    |
| 8.  | 21 de mayo de 2011       | Estrasburgo             | Tierra batida | Andrea Petković      | 4-6, 0-1, ret.   |
| 9.  | 31 de julio de 2011      | Stanford                | Dura          | Serena Williams      | 5-7, 1-6         |
| 10. | 12 de febrero de 2012    | París                   | Dura (i)      | Angelique Kerber     | 6-7(3), 7-5, 3-6 |
| 11. | 22 de julio de 2012      | San Diego               | Dura          | Dominika Cibulková   | 1-6, 5-7         |

### Dobles  (3)
| Leyenda: Antes de 2009     | Leyenda: A partir de 2009 |
| -------------------------- | ------------------------- |
| Grand Slam (0)             |                           |
| Juegos Olímpicos (0)       |                           |
| WTA Tour Championships (0) |                           |
| Tier I (0)                 |                           |
| Tier II (0)                |                           |
| Tier III (0)               |                           |
| Tier IV & V (3)            |                           |

| N.º | Fecha                 | Torneo       | Superficie    | Pareja               | Oponentes en la final             | Resultado |
| --- | --------------------- | ------------ | ------------- | -------------------- | --------------------------------- | --------- |
| 1.  | 17 de abril de 2004   | Casablanca   | Tierra batida | Emilie Loit          | Els Callens Katarina Srebotnik    | 6-4, 6-2  |
| 2.  | 12 de febrero de 2005 | Pattaya City | Dura          | Anna-Lena Groenefeld | Marta Domachowska Silvija Talaja  | 6-3, 6-2  |
| 3.  | 20 de mayo de 2006    | Praga        | Tierra batida | Shahar Peer          | Ashley Harkleroad Bethanie Mattek | 6-4, 6-4  |

#### Finales (4)
- 2003: París (junto a Stephanie Cohen pierden ante Barbara Schett y Patty Schnyder).
- 2003: Linz (junto a Silvia Farina pierden ante Liezel Huber y Ai Sugiyama).
- 2004: Taskent (junto a Mara Santangelo pierden ante Adriana Serra y Antonella Serra).
- 2007: Sídney (junto a Meilen Tu pierden ante Anna-Lena Groenefeld y Meghann Shaughnessy).

## Clasificación en torneos del Grand Slam
| Torneo                 | 2001 | 2002 | 2003 | 2004 | 2005 | 2006 | 2007 | 2008 | 2009 | 2010 | 2011 | 2012 | 2013 | Títulos | G-P   |
| ---------------------- | ---- | ---- | ---- | ---- | ---- | ---- | ---- | ---- | ---- | ---- | ---- | ---- | ---- | ------- | ----- |
| Australian Open        | -    | 1r   | 1r   | 2r   | 2r   | 2r   | 2r   | 1r   | CF   | 3r   | 2r   | 3r   | 3r   | 0       | 15-12 |
| Roland Garros          | 1r   | 1r   | 2r   | 1r   | 1r   | 2r   | 4r   | 1r   | 2r   | 3r   | SF   | 2r   | 3r   | 0       | 15-12 |
| Wimbledon              | -    | -    | 1r   | 3r   | 2r   | 2r   | F    | 3r   | 3r   | 4r   | CF   | 2r   | G    | 1       | 28-9  |
| US Open                | -    | 3r   | 1r   | 2r   | 3r   | 3r   | 4r   | 4r   | 2r   | 2r   | 2r   | CF   | -    | 0       | 20-11 |
| WTA Tour Championships | -    | -    | -    | -    | -    | -    | RR   | -    | -    | -    | RR   |      |      | 0       | 2-1   |